# Bazus-Neste
Bazus-Neste è un comune francese di 47 abitanti situato nel dipartimento degli Alti Pirenei nella regione dell'Occitania.

## Società

### Evoluzione demografica
Abitanti censiti